# Bulbophyllum peltopus
Bulbophyllum peltopus är en orkidéart som beskrevs av Rudolf Schlechter. Bulbophyllum peltopus ingår i släktet Bulbophyllum och familjen orkidéer. Inga underarter finns listade i Catalogue of Life.